# Ullmal
Ullmal (Tinea flavescentella) är en fjärilsart som beskrevs av Adrian Hardy Haworth 1828. Ullmal ingår i släktet Tinea och familjen äkta malar. Arten har ej påträffats i Sverige. Inga underarter finns listade i Catalogue of Life.